# 3050 Carrera
3050 Carrera eller 1972 NW är en asteroid i huvudbältet som upptäcktes den 13 juli 1972 av den chilenska astronomen Carlos R. Torres på Cerro El Roble. Den har fått sitt namn efter syskonena Javiera, Juan José, José Miguel och Luis Carrera, alla var inblandade i det Chilenska självständighetskriget.